# 苦槛蓝科
苦槛蓝科共有3属约90种，生长在亚洲、非洲、大洋洲和西印度群岛。中国只有1属，1种-苦槛蓝（Myoporum bontioides (Sieb. et Zucc.) A. Gray），分布于东南沿海一带。
苦槛蓝科植物大部分为灌木，也有乔木；单叶互生；花两性，花萼5裂，花冠合瓣；果实为核果。

## 属
- Diocirea
- 爱沙木属（Eremophila）
- 苦槛蓝属（Myoporum）

1981年的克朗奎斯特分类法将本科列入玄参目，1998年根据基因亲缘关系分类的APG 分类法将本科列入唇形目，2003年经过修订的APG II 分类法不承认有这一个科，将这些属放到玄参科中。